# Briarcliff Manor
Briarcliff Manor es una villa ubicada en el condado de Westchester en el estado estadounidense de Nueva York. En el año 2000 tenía una población de 7,696 habitantes y una densidad poblacional de 501.5 personas por km².

## Geografía
Briarcliff Manor se encuentra ubicado en las coordenadas 41°8′39″N 73°50′29″O / 41.14417, -73.84139. Según la Oficina del Censo, la ciudad tiene un área total de 17,3 km² (6,7 mi²), de la cual 15,3 km² (5,9 mi²) es tierra y 1,9 km² (0,7 mi²) (11.24%) es agua.

## Demografía
Según la Oficina del Censo en 2000 los ingresos medios por hogar en la localidad eran de $133,272, y los ingresos medios por familia eran $157,607. Los hombres tenían unos ingresos medios de $100,000 frente a los $61,208 para las mujeres. La renta per cápita para la localidad era de $58,646. Alrededor del 2.5% de la población estaban por debajo del umbral de pobreza.